# Варец, Дмитрий Александрович
Дмитрий Александрович Варец (бел. Дзмітрый Аляксандравіч Варац, род. 8 декабря 1988 года, Гродно) — белорусский спортсмен, выступающий в тайском боксе и кикбоксинге, чемпион мира среди любителей и профессионалов. Мастер спорта Республики Беларусь международного класса.

## Биография
Дмитрий родился в Гродно в семье воспитателя детского сада и индивидуального предпринимателя. В детстве посещал секции футбола, настольного тенниса, а также ходил в бассейн и в кружок танцев. В возрасте 10 лет по примеру старшего брата Юрия стал заниматься единоборствами, начав с секции рукопашного боя, после чего перешёл в секцию кикбоксинга, где через полгода выиграл свои первые соревнования. До 2008 года тренировался у Андрея Ивановича Петухова. Занимаясь под его руководством Варец добился первых успехов и заявил о себе в мире тайского бокса Беларуси. В 2006 году на сборах в Польше познакомился с Юрием Булатом, и с 2009 года Булат стал его официальным тренером. В 2011 году окончил Гродненский государственный университет имени Янки Купалы по специальности «преподаватель физической культуры и спорта». В этом же году был призван на службу в спортивный комитет вооружённых сил РБ.
В данный момент живёт в Гродно, где работает тренером по тайскому боксу

## Спортивная карьера

### Любительская карьера
Первые серьёзные успехи на международном уровне пришли к Дмитрию в 2007 году, когда он стал чемпионом мира по муайтай среди юниоров и чемпионом мира по кикбоксингу среди взрослых. В следующем году он стал серебряным призёром чемпионата мира по тайского боксу среди взрослых. В 2009 году на аналогичном турнире он снова стал вторым, а также добавил в свою копилку бронзовую медаль чемпионата Европы. В 2010 году он поднимался на третью ступень пьедестала на чемпионатах мира и Европы. 2011 год оказался для Дмитрия более удачным: он стал чемпионом Европы по тайскому боксу, победителем Кубка мира и бронзовым медалистом чемпионата мира. 2012 год принес снова принес ему победу на чемпионате Европы и бронзу чемпионата мира. В следующем году он взял бронзу Всемирных игр боевых искусств, проходивших в Санкт-Петербурге, а потом – золото чемпионата Европы в Португалии, которое могло и не достаться ему из-за судейского скандала. Дело в том, что в финальном бою данного турнира (где белорус боксировал с россиянином Капланом Абуковым) изначально победу отдали представителю России со счетом 3:2. Это возмутило тренерский штаб, членов белорусской команды и даже местных зрителей. Многие представители белорусской команды вместе с самим Дмитрием расположились в ринге и отказывались его покидать. Тренерским штабом была подана апелляция и только после того как судейская коллегия её удовлетворила и отдала победу белорусу, турнир продолжился.
2014 год подарил Дмитрию очередные медали: серебро чемпионата мира и золото чемпионата Европы.
В 2015 году чемпионат мира проходил в Таиланде и Варец делал на него большие ставки, но уже в первом поединке проиграл бойцу из России.
В 2016 году на чемпионате Европы по тайскому боксу Дмитрий снова стал победителем, а вот на чемпионате мира опять случилась неудача: в первом поединке он уступил тайскому бойцу.
В 2017 году на чемпионате мира по муайтай в Минске Дмитрий наконец-то стал чемпионом мира, победив в финальном поединке нокаутом бойца из Таиланда.

### Профессиональная карьера
В 2008 году на турнире в Гродно победил польского бойца и стал чемпионом Беларуси среди профессионалов по версии EMT.
После этого Дмитрий принял участие в турнире-восьмерке в шотландском Глазго, где в четвертьфинале победил тайца, в полуфинале – англичанина, а в финале проиграл французу.
В 2010 году на турнире в Минске победил молдаванина и завоевал свой второй профессиональный пояс EMT.
В 2012 году в Гродно проходил турнир «Короли Муай Тай», в рамках которого Дмитрий встречался с опытным поляком Томашем Маковским (поединок за звание чемпиона мира по версии WKN). Бой продлился менее раунда: в какой-то момент порвались канаты и бойцы выпали за пределы ринга. При падении поляк получил травму колена и не смог продолжать бой. Победа досталась Дмитрию Варцу.
В 2014 году Дмитрий одержал сенсационную победу над знаменитым тайцем Ранграви Сасипрапой на турнире Top King World Series в Минске, отправив соперника в нокаут уже в первом раунде. Следующей крупной победой для Варца стала четверка W5 в Москве, где он сначала выиграл у россиянина Расула Качакаева, а затем – у украинца Сергея Кулябы. А уже через полтора месяца он стал победителем финальной четверки этого промоушена, оказавшись сильнее тайца Тонгчаи Киатпрапхата и россиянина Дмитрия Графова.
После этого у Дмитрия последовало сразу два поражения. Первое и очень спорное – от тайца Сака Каопонлека на турнире в Милане, а второе – от тайца Пакорна на Top King World Series в Гонконге.
Затем Дмитрия пригласили участвовать в основной сетке турнира Top Кing World Series, где помимо него были ещё 15 бойцов, среди которых были именитый таец Кем Ситсонгпинонг, украинец Сергей Куляба и россиянин Хаял Джаниев. На первом турнире, который 20 сентября 2015 года состоялся во вьетнамском Лаосе, Варец одержал победу над тайским бойцом Дейритом Поптиратамом единогласным решением судей.
Следующий этап проходил в китайском городе Нинбо 17 октября – там Варец уступил швейцарцу Джимми Вьено решением судей. Через какое-то время швейцарец был дисквалифицирован за несоблюдение контракта, и заменить его предложили именно белорусскому бойцу.
Финал турнира проходил в Паттайе 28 декабря. В четверке кроме Варца за звание лучшего боролись китаец Лю Лэй, россиянин Хаял Джаниев и таец Кем Ситсонгпинонг. Жеребьевка отправила в первом поединке к Дмитрию тайского бойца, которого он победил нокаутом в первом раунде. В финале белоруса ждал Хаял Джаниев. Поединок проходил в очень равной борьбе, по истечении трёх раундов судьи не смогли выявить сильнейшего и назначили экстрараунд.
В дополнительном раунде Варец провел несколько акцентированных точных ударов, в том числе и сильный удар коленом в голову. Все это и стало основой для решения судей в пользу белорусского бойца, который таким образом завоевал пояс чемпиона мира по тайскому боксу среди профессионалов.
После этого Дмитрий полгода не выступал на профессиональном ринге, а в июле сразился с тайцем Те Инхуа на турнире Glory of Heroes 3 в Китае и уступил решением судей после экстрараунда.
Через два месяца его снова пригласили на турнир Top Кing World Series, чтобы он встретился в ринге с молодым тайцем Йодвичей. Бой проходил в китайском городе Сычуань. По ходу поединка Дмитрий выиграл первый раунд, но проиграл два следующих и победа досталась тайцу единогласным решением судей.
В январе 2017 года Дмитрий снова вышел на ринг в рамках турнира Top Кing World Series. Его соперником был китаец Лю Чуньжуй. Белорус победил его нокаутом во втором раунде.

## Титулы и достижения

### Любительский спорт
- 2007 Первенство мира среди юниоров, Украина «IFMA»
- 2007 Чемпионат мира, Сербия «WAKO»
- 2008 Чемпионат мира, Корея «IFMA»
- 2009 Чемпионат Европы, Латвия «IFMA»
- 2009 Чемпионат мира, Таиланд «IFMA»
- 2010 Чемпионат Европы, Италия «IFMA»
- 2010 Чемпионат мира, Таиланд «IFMA»
- 2011 Кубок Европы, Германия «IFMA»
- 2011 Чемпионат мира, Узбекистан «IFMA»
- 2012 Чемпионат Европы, Турция «IFMA»
- 2012 Чемпионат мира, Россия «IFMA»
- 2013 Чемпионат Европы, Португалия «IFMA»
- 2013 Всемирные игры боевых искусств, Россия «IFMA»
- 2014 Чемпионат Европы, Польша «IFMA»
- 2014 Чемпионат мира, Малайзия «IFMA»
- 2016 Чемпионат Европы, Хорватия «IFMA»  67 кг
- 2017 Чемпионат мира, Беларусь «IFMA»  67 кг
- 2018 Чемпионат мира, Мексика   «IFMA»  67 кг
- 2019 Чемпионат Мира, Таиланд «IFMA»  67кг
- 2019 Чемпионат Европы, Беларусь «IFMA»  67кг
- 2020 Чемпионат Республики Беларусь, Минск  67кг
- 2021 Чемпионат Республики Беларусь, Минск  67кг
- 2021 Чемпионат Мира, Таиланд «IFMA»  67кг
- 2022 Чемпионат Европы, Турция «IFMA» 67кг

### Профессиональный спорт
- 2008 Чемпион Беларуси по версии EMT
- 2008 финалист Турнира восьмерки за пояс чемпиона WMC , Шотландия
- 2012 Чемпион мира по тайскому боксу по версии WKN, «Короли Муай Тай», Гродно  62 кг
- 2014 Чемпион мира по кикбоксингу по версии W5, Словакия
- 2015 Чемпион мира по тайскому боксу по версии Top King World Series, Таиланд  70 кг
- 2019 Чемпионат Мира по тайскому боксу GOLDEN FIGHT, Франция, Париж  67 кг